# Симферопольский сельский округ
Симферо́польский се́льский окру́г (каз. Симферополь ауылдық округі) — административная единица в составе Зерендинского района Акмолинской области Республики Казахстан. Административный центр — село Симферопольское.

## География
Сельский округ расположен на северо-западе района, граничит:
- на востоке с Конысбайским сельским округом,
- на юго-востоке с Кокшетауской городской администрацией,
- на юге с Булакским сельским округом,
- на западе с Сарыозекским сельским округом,
- на севере с Кызылсаянским и сельским округом имени Сакена Сейфуллина.

Имеется крупное озеро Жолдыбай.

## История
В 1989 году существовал как Симферопольский сельсовет (сёла Симферопольское, Булак, Жолдыбай, Озёрное) входивший тогда в состав Кокчетавского района.
В 1997 году после упразднение Кокчетавского, в составе Зерендинского района.
В 2006 году село Озёрное было ликвидировано.

## Население
| Численность населения | Численность населения | Численность населения |
| 1989                  | 1999                  | 2009                  |
| --------------------- | --------------------- | --------------------- |
| 2252                  | ↘1876                 | ↘1438                 |

## Состав
В состав сельского округа входят 3 населённых пунктов.
| № | Населённый пункт | Тип населённого пункта       | Население, 1989 | Население, 1999 | Население, 2009 |
| - | ---------------- | ---------------------------- | --------------- | --------------- | --------------- |
| 1 | Булак            | село                         | 281             | 292             | 230             |
| 2 | Жолдыбай         | село                         | 346             | 342             | 269             |
| 3 | Озёрное          | село (бывшее)                | 56              | 14              | -               |
| 4 | Симферопольское  | село, административный центр | 1 569           | 1 228           | 939             |